# علم المعلومات الجغرافية
علم المعلومات الجغرافية (بالإنجليزية: Geographic information science أو GISc أو GIScience) هو الحقل العلمي الذي يدرس تقنيات التقاط المعلومات الجغرافية وتمثيلها ومعالجتها وتحليلها. يمكن أن يشتبه به مع نظم المعلومات الجغرافية (GIS) ، وهي أدوات برمجية.
عرف الجغرافي البريطاني مايكل جودشايلد هذه المنطقة في التسعينيات ولخص اهتماماتها الأساسية، بما في ذلك التحليل المكاني والتجسيد المرئي وتمثيل عدم اليقين.  يرتبط علم المعلومات الجغرافية من الناحية المفاهيمية بالجغرافيا وعلوم المعلومات وعلوم الحاسوب ، لكنه يدعي حالة تخصص علمي مستقل.  التخصصات الأخرى المتداخلة هي: الحوسبة الجغرافية، والمعلوماتية الجغرافية ، والجيوماتكس ، والتصوير الجغرافي. المصطلحات الحديثة ذات الصلة هي علم البيانات الجغرافية (سميت على اسم علم البيانات)   وعلوم وتكنولوجيا المعلومات الجغرافية (GISci&T). 

## تعريفات
منذ نشأتها في التسعينيات، كانت الحدود بين علم المعلومات الجغرافية والتخصصات المعرفية متنازع عليها، وقد تختلف المجتمعات المختلفة حول ماهية علم المعلومات الجغرافية وما يدرسه. بشكل خاص صرح Goodchild أنه «يمكن تعريف علم المعلومات على أنه الدراسة المنهجية وفقًا للمبادئ العلمية لطبيعة وخصائص المعلومات. علم المعلومات الجغرافية هو مجموعة فرعية من علم المعلومات يتعلق بالمعلومات الجغرافية.»  تعريف مؤثر آخر هو أنه من خلال عالم المعلومات الجغرافية (GIScientist) ديفيد مارك ، التي تنص على:
علم المعلومات الجغرافية (GIScience) هو مجال البحث الأساسي الذي يسعى إلى إعادة تعريف المفاهيم الجغرافية واستخدامها في سياق نظم المعلومات الجغرافية. يفحص علم المعلومات الجغرافية أيضًا تأثيرات نظم المعلومات الجغرافية على الأفراد والمجتمع، وتأثيرات المجتمع على نظم المعلومات الجغرافية. يعيد علم المعلومات الجغرافية فحص بعض الموضوعات الأساسية في المجالات التقليدية الموجهة مكانيًا مثل الجغرافيا ورسم الخرائط وعلم تقسيم الأرض، مع دمج أحدث التطورات في علم الإدراك والمعلومات. كما أنه يتداخل مع مجالات بحثية أكثر تخصصًا ويستمد منها، مثل علوم الكمبيوتر والإحصاء والرياضيات وعلم النفس، ويساهم في التقدم في تلك المجالات.وهو يدعم البحث في العلوم السياسية والأنثروبولوجيا، ويعتمد على تلك المجالات في دراسات المعلومات الجغرافية والمجتمع. 
في عام 2009 ، لخص Goodchild تاريخ علم المعلومات الجغرافي وإنجازاته والتحديات المفتوحة. 

## روابط خارجية
- www.giscience.org
- List of GIScience Conferences نسخة محفوظة 30 مايو 2023 على موقع واي باك مشين.
- Conference on Spatial Information Theory (COSIT)